# 石渠阁
石渠阁位于西汉未央宫前殿西北，今陕西省西安市未央区柯家寨村西北，周家河湾村东。石渠阁因阁下建有石渠以导水而得名。
始建于西汉初年，为未央宫中最早的建筑物之一，亦是西汉最大的藏书阁。收藏有秦朝律令和图书典籍。汉宣帝甘露三年（前51年）诏令诸儒于此讲授五经，梁丘临、林尊、周堪、薛广德、刘向、王式、戴德、戴圣等学者都曾在石渠阁讲学，史稱石渠閣會議。汉成帝河平三年（前26年）任命陈农负责整理佚书，所征集的图书亦藏于此。由于石渠阁藏书丰富，亦为学术研究和交流中心。
石渠阁为高台殿阁建筑，台基高8米，东西长67米，南北宽56米。考古在此出土西汉文物。